# Jean-Pierre Armand
Jean Pierre Armand (Marseillan, 6 agosto 1950) è un ex attore pornografico francese.

## Biografia
Ex culturista, fu 'Monsieur France', 1970.
Ha girato il suo primo film nel 1976 ed è ancor oggi un'icona vivente di questo genere cinematografico, conosciuto in tutta Europa e in America Latina, anche per la sua carriera trentennale.
Ha lavorato spesso in Italia e nell'ambiente veniva considerato 'una certezza' sia per la sua capacità di avere erezioni a comando, sia per il fatto di riuscire a mantenerle.

## Filmografia
- 1976: La Dépravée (altro titolo: Langue de velours)
- 1977: B... en bronze pour un C... en or (altro titolo: Salopes du plaisir à défoncer)
- 1978: Une femme honnête (altro titolo: French Flesh)
- 1978: La Clinique des fantasmes
- 1978: La Servante perverse (Lèche-moi partout)
- 1978: Je suis à prendre
- 1978: Les Petites filles
- 1978: Festival érotique
- 1979: Déculottez-vous mesdemoiselles
- 1979: Adolescentes au pensionnat
- 1979: Attention peinture fraîche (J'ai rien dessous)
- 1980: Les Week-end de Caroline
- 1980: Rien ne vaut la première fois
- 1980: Réseau particuli
- 1980: Extases très particulières
- 1980: Clinique pour soins très spéciaux
- 1980: L'Infirmière n'a pas de culotte
- 1980: Petites filles au bordel
- 1980: Le Retour des veuves
- 1980: Croisières pour couples en chaleur
- 1980: Les Nymphomanes
- 1981: Le Pensionnat des petites salopes
- 1981: Happening
- 1981: L'Éducatrice
- 1981: Parties très spéciales
- 1982: Quand le chat (altro titolo: Rêves de sexes)
- 1982: Junges Paar sucht gleichgesinntes
- 1982: Julie la douce
- 1982: Heiße Höschen
- 1982: Attention fillettes (altro titolo: Die Mädchen von St. Tropez)
- 1982: Les Filles du camping
- 1982: Bourgeoise et... pute!
- 1982: Prisons très spéciales pour femmes
- 1983: Sodomanie
- 1983: Le Lit d'Élodie
- 1983: Folies anales
- 1983: Du désir plein les yeux
- 1983: Les Délices du tossing
- 1983: Le Bal du viol
- 1983: La Voisine est à dépuceler
- 1984: Je t'offre mon corps
- 1984: Les Besoins de la chair
- 1984: Foutez-moi par tous les trous
- 1985: Marilyn, mon amour
- 1985: Maison close pour couples pervers (altro titolo: Maison close pour couples très... particuliers)
- 1985: Girls with Curves
- 1985: From Paris with Lust
- 1985: Anal Player
- 1985: Anal Fucking
- 1985: Amber & Sharon Do Paris 2
- 1985: Amber & Sharon Do Paris
- 1986: Taxi Girls II: In Search of Toni
- 1986: Queues d'acier pour chattes en feu
- 1987: Poker di donne
- 1987: Osceno
- 1987: Carne bollente
- 1987: La Déchaînée (altro titolo: Slips fendus et Porte-jarretelles)
- 1987: The Devil in Mr. Holmes
- 1987: Altri desideri di Karin
- 1987: Karin moglie vogliosa
- 1988: Dwarf Sex Orgy
- 1988: Bored Games
- 1988: Blue Cabaret
- 1989: La Parisienne
- 1989: Mafia Connection
- 1989: Dirty Woman
- 1990: Affamata
- 1991: Teeny Exzesse 12 - Anal Groupies... stramme Rosetten, heiß entjungfert
- 1991: Snatch Shots
- 1991: Offertes à tout no. 1
- 1991: Gode-Party: Histoires de salopes
- 1992: Hot Shots
- 1992: Ejacula, la vampira
- 1992: Ejacula 2
- 1993: Tre settimane di intenso piacere
- 1993: Sotto il vestito... tutto da scoprire
- 1993: Rosa
- 1994: Olympus of Lust
- 1994: Horny Bulls
- 1994: Hélène crie quand elle jouit
- 1995: La doctoresse a de gros seins
- 1995: Trans-Games
- 1995: Private Film 27: The Gigolo
- 1995: Private Film 28: The Gigolo 2
- 1995: Juicy Virgins
- 1995: Impulse: Memories of an Italian Slut
- 1995: Huge Cum Shots
- 1995: Doppio contatto anale
- 1995: Body Cocktails
- 1996: Teeny Exzesse 44 - Freche kleine Traummädchen
- 1997: Triple X 27
- 1997: Manoeuvre Into Lust (altro titolo: Teeny Exzesse 51 - Karbol-Mäuschen)
- 1998: True Anal Stories 3
- 1998: Old Ladies Extreme: Alte Stuten hart geritten
- 1998: Extrem 4: Sandwich Faust und heiße Pisse
- 1998: Assman 7
- 1999: Teeny Exzesse 56 - Mach mich nass!
- 1999: Maximum Perversum 75 - Junge Fotzen, hart gedehnt
- 1999: Hotdorix
- 1999: Gina Wild - Jetzt wird es schmutzig 2 - Ich will kommen
- 1999: Private Matador 1: Now It's Your Turn
- 2000: Les Tontons tringleurs
- 2000: Geil mit 40! Teil 2
- 2000: La Directrice est une nympho
- 2000: Assman 15
- 2000: Assman 14
- 2000: Assman 13
- 2000: Private Matador 2: Ally Goes to the Wild Side
- 2001: Teeny Exzesse 58 - Sommer, Sonne, freche Gören
- 2001: Private Casting X 30: Gabriella Kerez
- 2001: Assman 16
- 2001: Private Matador 3: Double Anal
- 2001: Private Matador 4: Anal Garden
- 2001: Private Matador 10: Free Riders, Throbbing Choppers
- 2002: The Best by Private 39: Cum in My Bum!
- 2004: The Best by Private 53: Gang Bang Debauchery
- 2004: The Best by Private 59: Cum Suckers
- 2004: Beautiful Girls 16
- 2006: Private Sex Positions